# Spea intermontana
Spea intermontana é uma espécie de anfíbio da família Scaphiopodidae.
Pode ser encontrada nos seguintes países: Canadá e Estados Unidos da América.
Os seus habitats naturais são: florestas temperadas, matagal de clima temperado, campos de gramíneas de clima temperado, rios intermitentes, lagos de água doce intermitentes, marismas intermitentes de água doce, nascentes de água doce e desertos temperados.